# Freies Netz Hessen
Das Freie Netz Hessen ist ein Zusammenschluss rechtsextremer „freier Kameradschaften“ und anderer Gruppen in Hessen. Die Seite bezeichnet sich selbst als „Vernetzungsplattform von Gruppen in Hessen, welche sich als nationale Sozialisten begreifen“. Die Internetpräsenz besteht seit 2011 und fällt damit in die aktionistischste Phase der Nationalen Sozialisten Rhein-Main (NSRM), mit denen das FN-H eng personell verbunden ist.

## Aktivitäten
Das Freie Netz Hessen ist eine Plattform für den Austausch von Informationen in der rechten Szene in Hessen. Verlinkt werden vor allem lokale Gruppen und lokale Kameradschaften, aber auch rechte Parteien wie Der III. Weg und die NPD. 
Das FN-H vermittelt Kontakt zwischen den Gruppen und bietet nach eigenen Angaben Unterstützung beim Aufbau von neuen rechten Gruppen und Strukturen. So veröffentlichte das FNH 2013 einen „Ratgeber und Leitfaden“ zu dem Thema „Wir bilden Bezugsgruppen“. Für Demonstrationen wurden organisatorisch Hinweise gegeben, auf verschiedene Aktionsformen eingegangen, wie das der Antifa entlehnte Konzept des „schwarze Block (SB)“. Damit folgte das FNH dem bundesweiten Trend Rechtsextremer sich als „Autonome Nationalisten“ den Duktus der linken Bewegung zu eigen zu machen.
Das FNH verteilte 2012 und 2013 hessenweit Aufkleber mit der Aufschrift „Israel mordet – und die Welt schaut zu!“ Jedoch halten sich die eigenen Aktivitäten des FNH in Grenzen, da man sich eher als Organisationsplattform sieht. Unter dem Label „Freies Netz Hessen“ traten jedoch auch wiederholt hessische Kameradschaftsaktivisten auf rechtsextremen Demonstrationen außerhalb Hessens mit eigenen Transparenten in Erscheinung.
Jährlich wird eine „Auszeichnung“ für die größte „Medienwirksamkeit“ an eine der Gruppen des FNH verliehen. 2013 erhielten die „Autonomen Nationalisten Wetzlar“ diesen Preis.
Die „Nationalen Sozialisten Rhein-Main“ (NSRM) sind im Raum Frankfurt seit 2008 wieder aktiv und trugen zur Vernetzung der rechten Gruppen bei. Die Internet-Plattform Freies Netz Hessen stelle die offizielle Vernetzung dar und werde vorwiegend von den NSRM gestaltet; personelle Überschneidungen gibt es immer wieder. Aktiv sind die Mitglieder des NSRM bzw. FN Hessen nach Angaben von Beobachtern vor allem in den Frankfurter Stadtteilen Bergen-Enkheim, Bornheim, Seckbach, in Bruchköbel und Hanau.
Polizeiliche Aktionen richteten sich bisher meist gegen einzelne Mitglieder von Gruppen des FNH, wie im Mai 2011 bei Durchsuchen der Freien Nationalisten Ried und im gleichen Jahr bei den Nationalen Sozialisten Rhein Main (NSRM) in Bergen-Enkheim. Die Polizei nahm dabei Bezug auf die Aktivitäten der Gruppen und Einzelpersonen über das FNH.
Personell stehen hinter dem FNH im Wesentlichen Maximilian Reich (NPD und NSRM) und Christian Blauth. Reich gründete 2008 die ersten Vorläuferorganisationen des heutigen Freien Netz Hessens. Wegen seiner guten IT-Kenntnisse ist Reich für verschiedene Internetauftritte von neonazistischen Organisationen verantwortlich. Reich betrieb zunächst eine Website mit dem Namen „Block F“ auf der er dazu aufgerufen hatte „Linke“ zu melden. Maximilian Reich kandidierte 2011 erfolglos für ein Stadtratsmandat in Frankfurt am Main. Im gleichen Jahr ermittelte die Staatsanwaltschaft Frankfurt gegen Reich wegen der Verbreitung von Propagandamitteln verfassungswidriger Organisationen. Er ist heute der Hauptverantwortliche für den Internetauftritt des FNH.

## Gruppen im Freien Netz Hessen
Das Freie Netz Hessen verlinkt eine Reihe von Kameradschaften und anderen rechtsextremistischen Gruppen aus Hessen und den Regionen um Hessen. Wie intensiv die Vernetzung und Zusammenarbeit ist, ist für Beobachter schwer zu beurteilen. Beobachter weisen darauf hin, dass Aktionen größer dargestellt werden, als sie real waren, die Gruppen teilweise aus wenigen Personen bestehen, dafür aber sehr aggressiv auftreten. Die Autonomen Nationalisten Wetzlar teilten 2011 mit, sie freuten sich „auf die zukünftige Zusammenarbeit mit anderen Gruppen aus dem Freien Netz Hessen um unsere Politische Interessen und Ziele gemeinsam durchsetzen zu können.“